# バイス (飲料)
バイスは、株式会社コダマ飲料が販売する清涼飲料水の俗称。一般には当該飲料で焼酎を割った飲み物（バイスサワー）を指すことが多い。東京の下町ではホッピーなどとともに古くから焼酎の割り物として親しまれていたが、近年まで一般向けの小売を行なっていなかったことや流通量の少なさなどから、現在も下町以外の地域では知名度が低い。

## 概要
鮮やかなピンク色の飲料で、バイスサワーは東京都の下町を中心とした大衆居酒屋で見かけられるメニューの一つである。
「バイス」は「梅酢」にちなんでいるが、実際には酢は使われておらず、シソエキスとリンゴ果汁を主な原料としている。
単独で飲まれることは少なく、ホッピーなどと同様に、焼酎等の酒類を割って飲む用途に使われることが多い。本来はコダマ飲料が販売する「コダマサワー」シリーズの中の一フレーバーであるが、
取り扱いのある居酒屋等では通常「バイス」の単独名称で通じる。
以前は、バイスサワーは業務用として店舗に卸されていたため、小売されていなかった。また、瓶で店舗に卸されていたため、瓶の回収ができない遠方にはバイスサワーは販売されていなかった。現在は、人気もあり、一般への販売もされており、通信販売でも購入することができる。